# 随行
| ウィキペディアには「随行」という見出しの百科事典記事はありません（タイトルに「随行」を含むページの一覧/「随行」で始まるページの一覧）。 代わりにウィクショナリーのページ「随行」が役に立つかもしれません。 |